# Kinologija
Kinologija (starogrč. κύων = pas i λόγος = znanost) znanost je o psima. Kinologija se bavi pasminama, uzgojem, njezi, ponašanjem, treniranjem, bolestima i poviješću domaćih pasa. Bave se dijelom i veterinarskom medicinom i psećom psihologijom.
Kao znanost je nastala u Francuskoj.
Kinolozi se bave sa psima kao najstarijim i najbližim pratiocima čovjeka u cjelini kombinirajući znanja o podrijetlu i genetici. 